# Brussels Cycling Classic 2013
La 93e édition de la Brussels Cycling Classic (la première sous cette appellation) a eu lieu le 7 septembre 2013 sur un circuit renouvelé par l'organisation et qui est tracé exclusivement en Belgique, autour de Bruxelles et de sa région. L'épreuve est cette année avancée d'une semaine dans le calendrier UCI afin d'éviter la concurrence avec les épreuves canadiennes du World Tour.

## Présentation

### Parcours
Cette année, la Brussels Cycling Classic change à la fois de nom (elle s'appelait auparavant Paris-Bruxelles) et de parcours. L'épreuve ne traverse plus la France et se disputera désormais uniquement en Belgique sur un parcours tracé autour de Bruxelles et de sa région. Le départ quitte donc Soissons pour être dorénavant donné au Parc du Cinquantenaire à Bruxelles alors que le peloton prendra ensuite la direction de Wavre puis de Perwez avant de revenir par Hoegaarden puis Tervuren direction Bruxelleset la traditionnelle arrivée à l'Atomium.

### Équipes
Classé en catégorie 1.HC de l'UCI Europe Tour, la Brussels Cycling Classic est par conséquent ouvert aux UCI ProTeams dans la limite de 70 % des équipes participantes, aux équipes continentales professionnelles, aux équipes continentales belges et à une équipe nationale belge.
| Nom de l'équipe         | Pays       | Code |
| ----------------------- | ---------- | ---- |
| AG2R La Mondiale        | France     | ALM  |
| Argos-Shimano           | Pays-Bas   | ARG  |
| Astana                  | Kazakhstan | AST  |
| Cannondale              | Italie     | CAN  |
| Euskaltel Euskadi       | Espagne    | EUS  |
| FDJ.fr                  | France     | FDJ  |
| Katusha                 | Russie     | KAT  |
| Lampre-Merida           | Italie     | LAM  |
| Lotto-Belisol           | Belgique   | LTB  |
| Movistar                | Espagne    | MOV  |
| Omega Pharma-Quick Step | Belgique   | OPQ  |
| Saxo-Tinkoff            | Danemark   | TST  |
| Vacansoleil-DCM         | Pays-Bas   | VCD  |

| Nom de l'équipe             | Pays           | Code |
| --------------------------- | -------------- | ---- |
| Accent Jobs-Wanty           | Belgique       | AJW  |
| Champion System             | Chine          | CSS  |
| Cofidis                     | France         | COF  |
| Crelan-Euphony              | Belgique       | CRE  |
| Europcar                    | France         | EUC  |
| IAM                         | Suisse         | IAM  |
| MTN-Qhubeka                 | Afrique du Sud | MTN  |
| Topsport Vlaanderen-Baloise | Belgique       | TSV  |

| Nom de l'équipe    | Pays     | Code |
| ------------------ | -------- | ---- |
| Ventilair-Steria   | Belgique | JVC  |
| Wallonie-Bruxelles | Belgique | WBC  |

## Classement final
|    | Coureur            | Équipe                  |    | Temps           |
| -- | ------------------ | ----------------------- | -- | --------------- |
| 1  | André Greipel      | Lotto-Belisol           | en | 4 h 55 min 58 s |
| 2  | John Degenkolb     | Argos-Shimano           | +  | m.t             |
| 3  | Nacer Bouhanni     | FDJ.fr                  |    | m.t             |
| 4  | Alexander Kristoff | Katusha                 |    | m.t             |
| 5  | Davide Cimolai     | Lampre-Merida           |    | m.t             |
| 6  | Gerald Ciolek      | MTN-Qhubeka             |    | m.t             |
| 7  | Danny van Poppel   | Vacansoleil-DCM         |    | m.t             |
| 8  | Nikolas Maes       | Omega Pharma-Quick Step |    | m.t             |
| 9  | Kévin Réza         | Europcar                |    | m.t             |
| 10 | Samuel Dumoulin    | AG2R La Mondiale        |    | m.t             |

## Liste des participants
| Légende | Légende                                                                    | Légende | Légende                                     |
| ------- | -------------------------------------------------------------------------- | ------- | ------------------------------------------- |
| Num     | Dossard de départ porté par le coureur sur cette Brussels Cycling Classic  | Pos     | Position finale                             |
| NP      | Indique un coureur qui n'a pas pris le départ                              | AB      | Indique un coureur qui n'a pas terminé      |
| HD      | Indique un coureur qui a terminé hors des délais,                          | EX      | Coureur exclu pour non-respect du règlement |
|         | Indique un maillot de champion national ou mondial, suivi de sa spécialité |         |                                             |

| Omega Pharma-Quick Step OPQ | Omega Pharma-Quick Step OPQ | Omega Pharma-Quick Step OPQ |
| --------------------------- | --------------------------- | --------------------------- |
| Num                         | Coureur                     | Pos                         |
| 1                           | Dries Devenyns (BEL)        |                             |
| 2                           | Iljo Keisse (BEL)           |                             |
| 3                           | Nikolas Maes (BEL)          |                             |
| 4                           | Alessandro Petacchi (ITA)   |                             |
| 5                           | Niki Terpstra (NED)         |                             |
| 6                           | Matteo Trentin (ITA)        |                             |
| 7                           | Stijn Vandenbergh (BEL)     |                             |
| 8                           | Julien Vermote (BEL)        |                             |

| Lotto-Belisol LTB | Lotto-Belisol LTB           | Lotto-Belisol LTB |
| ----------------- | --------------------------- | ----------------- |
| Num               | Coureur                     | Pos               |
| 11                | Lars Ytting Bak (DEN)       |                   |
| 12                | Stig Broeckx (BEL)          |                   |
| 13                | Sander Cordeel (BEL)        |                   |
| 14                | Jens Debusschere (BEL)      |                   |
| 15                | Kenny Dehaes (BEL)          |                   |
| 16                | André Greipel (GER) (Route) |                   |
| 17                | Olivier Kaisen (BEL)        |                   |
| 18                | Marcel Sieberg (GER)        |                   |

| AG2R La Mondiale ALM | AG2R La Mondiale ALM         | AG2R La Mondiale ALM |
| -------------------- | ---------------------------- | -------------------- |
| Num                  | Coureur                      | Pos                  |
| 21                   | Davide Appollonio (ITA)      |                      |
| 22                   | Gediminas Bagdonas (LTU)     |                      |
| 23                   | Manuel Belletti (ITA)        |                      |
| 24                   | Samuel Dumoulin (FRA)        |                      |
| 25                   | Yauheni Hutarovich (BLR)     |                      |
| 26                   | Blel Kadri (FRA)             |                      |
| 27                   | Jean-Christophe Péraud (FRA) |                      |
| 28                   | Christophe Riblon (FRA)      |                      |

| FDJ.fr FDJ | FDJ.fr FDJ               | FDJ.fr FDJ |
| ---------- | ------------------------ | ---------- |
| Num        | Coureur                  | Pos        |
| 31         | David Boucher (FRA)      |            |
| 32         | Nacer Bouhanni (FRA)     |            |
| 33         | Mickaël Delage (FRA)     |            |
| 34         | Anthony Geslin (FRA)     |            |
| 35         | Matthieu Ladagnous (FRA) |            |
| 36         | Yoann Offredo (FRA)      |            |
| 37         | Laurent Pichon (FRA)     |            |
| 38         | Benoît Vaugrenard (FRA)  |            |

| Belkin BEL | Belkin BEL               | Belkin BEL |
| ---------- | ------------------------ | ---------- |
| Num        | Coureur                  | Pos        |
| 41         | Lars Boom (NED)          |            |
| 42         | Rick Flens (NED)         |            |
| 43         | Tom Leezer (NED)         |            |
| 44         | Paul Martens (GER)       |            |
| 45         | Maarten Tjallingii (NED) |            |
| 46         | Jos van Emden (NED)      |            |
| 47         | Sep Vanmarcke (BEL)      |            |
| 48         | Maarten Wynants (BEL)    |            |

| Argos-Shimano ARG | Argos-Shimano ARG       | Argos-Shimano ARG |
| ----------------- | ----------------------- | ----------------- |
| Num               | Coureur                 | Pos               |
| 51                | Roy Curvers (NED)       |                   |
| 52                | Bert De Backer (BEL)    |                   |
| 53                | John Degenkolb (GER)    |                   |
| 54                | Tom Dumoulin (NED)      |                   |
| 55                | Nikodemus Holler (GER)  |                   |
| 56                | Yann Huguet (FRA)       |                   |
| 57                | François Parisien (CAN) |                   |
| 58                | Albert Timmer (NED)     |                   |

| Astana AST | Astana AST              | Astana AST |
| ---------- | ----------------------- | ---------- |
| Num        | Coureur                 | Pos        |
| 61         | Fabio Aru (ITA)         |            |
| 62         | Dmitriy Gruzdev (KAZ)   |            |
| 63         | Andrea Guardini (ITA)   |            |
| 64         | Jacopo Guarnieri (ITA)  |            |
| 65         | Arman Kamyshev (KAZ)    |            |
| 66         | Andrey Kashechkin (KAZ) |            |
| 67         | Alexey Lutsenko (KAZ)   |            |
| 68         | Ruslan Tleubayev (KAZ)  |            |

| Vacansoleil-DCM VCD | Vacansoleil-DCM VCD     | Vacansoleil-DCM VCD |
| ------------------- | ----------------------- | ------------------- |
| Num                 | Coureur                 | Pos                 |
| 71                  | Kris Boeckmans (BEL)    |                     |
| 72                  | Björn Leukemans (BEL)   |                     |
| 73                  | Pim Ligthart (NED)      |                     |
| 74                  | Bert-Jan Lindeman (NED) |                     |
| 75                  | Marco Marcato (ITA)     |                     |
| 76                  | Wouter Mol (NED)        |                     |
| 77                  | Kenny van Hummel (NED)  |                     |
| 78                  | Danny van Poppel (NED)  |                     |

| Katusha KAT | Katusha KAT                 | Katusha KAT |
| ----------- | --------------------------- | ----------- |
| Num         | Coureur                     | Pos         |
| 81          | Maxim Belkov (RUS)          |             |
| 82          | Marco Haller (AUT)          |             |
| 83          | Mikhail Ignatiev (RUS)      |             |
| 84          | Alexander Kristoff (NOR)    |             |
| 85          | Aliaksandr Kuschynski (BLR) |             |
| 86          | Alexander Porsev (RUS)      |             |
| 87          | Rüdiger Selig (GER)         |             |
| 88          | Gatis Smukulis (LAT)        |             |

| Cannondale CAN | Cannondale CAN             | Cannondale CAN |
| -------------- | -------------------------- | -------------- |
| Num            | Coureur                    | Pos            |
| 91             | Maciej Bodnar (POL)        |                |
| 92             | Federico Canuti (ITA)      |                |
| 93             | Alessandro De Marchi (ITA) |                |
| 94             | Kristjan Koren (SLO)       |                |
| 95             | Matthias Krizek (AUT)      |                |
| 96             | Cristiano Salerno (ITA)    |                |
| 97             | Davide Villella (ITA)      |                |
| 98             | Elia Viviani (ITA)         |                |

| Lampre-Merida LAM | Lampre-Merida LAM        | Lampre-Merida LAM |
| ----------------- | ------------------------ | ----------------- |
| Num               | Coureur                  | Pos               |
| 101               | Niccolò Bonifazio (ITA)  |                   |
| 102               | Enea Cambianica (SUI)    |                   |
| 103               | Davide Cimolai (ITA)     |                   |
| 104               | Elia Favilli (ITA)       |                   |
| 105               | Roberto Ferrari (ITA)    |                   |
| 106               | Przemysław Niemiec (POL) |                   |
| 107               | Andrea Palini (ITA)      |                   |

| Euskaltel Euskadi EUS | Euskaltel Euskadi EUS    | Euskaltel Euskadi EUS |
| --------------------- | ------------------------ | --------------------- |
| Num                   | Coureur                  | Pos                   |
| 111                   | Jon Aberasturi (ESP)     |                       |
| 112                   | Mikel Astarloza (ESP)    |                       |
| 113                   | Garikoitz Bravo (ESP)    |                       |
| 114                   | Jure Kocjan (SLO)        |                       |
| 115                   | Ricardo Mestre (POR)     |                       |
| 116                   | Steffen Radochla (GER)   |                       |
| 117                   | Ioánnis Tamourídis (GRE) |                       |
| 118                   | Robert Vrečer (SLO)      |                       |

| Movistar MOV | Movistar MOV               | Movistar MOV |
| ------------ | -------------------------- | ------------ |
| Num          | Coureur                    | Pos          |
| 121          | Andrey Amador (CRC)        |              |
| 122          | Jonathan Castroviejo (ESP) |              |
| 123          | Rui Costa (POR)            |              |
| 124          | Jesús Herrada (ESP)        |              |
| 125          | Vladimir Karpets (RUS)     |              |
| 126          | Rubén Plaza (ESP)          |              |
| 127          | Eloy Teruel (ESP)          |              |
| 128          | Francisco Ventoso (ESP)    |              |

| Saxo-Tinkoff TST | Saxo-Tinkoff TST           | Saxo-Tinkoff TST |
| ---------------- | -------------------------- | ---------------- |
| Num              | Coureur                    | Pos              |
| 131              | Daniele Bennati (ITA)      |                  |
| 132              | Matti Breschel (DEN)       |                  |
| 133              | Alberto Contador (ESP)     |                  |
| 134              | Jonas Aaen Jørgensen (DEN) |                  |
| 135              | Karsten Kroon (NED)        |                  |
| 136              | Marko Kump (SLO)           |                  |
| 137              | Anders Lund (DEN)          |                  |
| 138              | Michael Rogers (AUS)       |                  |

| Topsport Vlaanderen-Baloise TSV | Topsport Vlaanderen-Baloise TSV | Topsport Vlaanderen-Baloise TSV |
| ------------------------------- | ------------------------------- | ------------------------------- |
| Num                             | Coureur                         | Pos                             |
| 141                             | Laurens De Vreese (BEL)         |                                 |
| 142                             | Pieter Jacobs (BEL)             |                                 |
| 143                             | Tom Van Asbroeck (BEL)          |                                 |
| 144                             | Ghijs Van Hoecke (BEL)          |                                 |
| 145                             | Michael Van Staeyen (BEL)       |                                 |
| 146                             | Pieter Vanspeybrouck (BEL)      |                                 |
| 147                             | Zico Waeytens (BEL)             |                                 |
| 148                             | Jelle Wallays (BEL)             |                                 |

| Accent Jobs-Wanty AJW | Accent Jobs-Wanty AJW     | Accent Jobs-Wanty AJW |
| --------------------- | ------------------------- | --------------------- |
| Num                   | Coureur                   | Pos                   |
| 151                   | Thomas Degand (BEL)       |                       |
| 152                   | Jempy Drucker (LUX        |                       |
| 153                   | Grégory Habeaux (BEL)     |                       |
| 154                   | Danilo Napolitano (ITA)   |                       |
| 155                   | Stefan van Dijk (NED)     |                       |
| 156                   | Jurgen Van Goolen (BEL)   |                       |
| 157                   | James Vanlandschoot (BEL) |                       |
| 158                   | Benjamin Verraes (BEL)    |                       |

| Crelan-Euphony CRE | Crelan-Euphony CRE        | Crelan-Euphony CRE |
| ------------------ | ------------------------- | ------------------ |
| Num                | Coureur                   | Pos                |
| 161                | Frédéric Amorison (BEL)   |                    |
| 162                | Koen Barbé (BEL)          |                    |
| 163                | Jonathan Breyne (BEL)     |                    |
| 164                | Kurt Hovelijnck (BEL)     |                    |
| 165                | Egidijus Juodvalkis (LTU) |                    |
| 166                | Baptiste Planckaert (BEL) |                    |
| 167                | Stijn Steels (BEL)        |                    |
| 168                | Maxime Vantomme (BEL)     |                    |

| Europcar EUC | Europcar EUC           | Europcar EUC |
| ------------ | ---------------------- | ------------ |
| Num          | Coureur                | Pos          |
| 171          | Yohann Gène (FRA)      |              |
| 172          | Tony Hurel (FRA)       |              |
| 173          | Vincent Jérôme (FRA)   |              |
| 174          | Alexandre Pichot (FRA) |              |
| 175          | Kévin Réza (FRA)       |              |
| 176          | Björn Thurau (GER)     |              |
| 177          | Angélo Tulik (FRA)     |              |
| 178          | Thomas Voeckler (FRA)  |              |

| Cofidis COF | Cofidis COF            | Cofidis COF |
| ----------- | ---------------------- | ----------- |
| Num         | Coureur                | Pos         |
| 181         | Florent Barle (FRA)    |             |
| 182         | Edwig Cammaerts (BEL)  |             |
| 183         | Julien Fouchard (FRA)  |             |
| 184         | Jan Ghyselinck (BEL)   |             |
| 185         | Gert Jõeäär (EST)      |             |
| 186         | Arnaud Labbe (FRA)     |             |
| 187         | Tristan Valentin (FRA) |             |
| 188         | Louis Verhelst (BEL)   |             |

| Bretagne-Séché Environnement BSE | Bretagne-Séché Environnement BSE | Bretagne-Séché Environnement BSE |
| -------------------------------- | -------------------------------- | -------------------------------- |
| Num                              | Coureur                          | Pos                              |
| 191                              | Renaud Dion (FRA)                |                                  |
| 192                              | Armindo Fonseca (FRA)            |                                  |
| 193                              | Arnaud Gérard (FRA)              |                                  |
| 194                              | Florian Guillou (FRA)            |                                  |
| 195                              | Vegard Stake Laengen (NOR)       |                                  |
| 196                              | Geoffroy Lequatre (FRA)          |                                  |
| 197                              | Eduardo Sepúlveda (ARG)          |                                  |
| 198                              | Florian Vachon (FRA)             |                                  |

| Champion System CSS | Champion System CSS                 | Champion System CSS |
| ------------------- | ----------------------------------- | ------------------- |
| Num                 | Coureur                             | Pos                 |
| 201                 | Matthew Brammeier (IRL)             |                     |
| 202                 | Gregor Gazvoda (SLO)                |                     |
| 203                 | Chan Jae Jang (KOR)                 |                     |
| 204                 | Mart Ojavee (EST)                   |                     |
| 205                 | Mohammed Adiq Husainie Othman (MAS) |                     |
| 206                 | Fabian Schnaidt (GER)               |                     |
| 207                 | Dion Smith (NZL)                    |                     |
| 208                 | Bobbie Traksel (NED)                |                     |

| IAM | IAM                       | IAM |
| --- | ------------------------- | --- |
| Num | Coureur                   | Pos |
| 211 | Marco Bandiera (ITA)      |     |
| 212 | Kristof Goddaert (BEL)    |     |
| 213 | Heinrich Haussler (AUS)   |     |
| 214 | Reto Hollenstein (SUI)    |     |
| 215 | Kevyn Ista (BEL)          |     |
| 216 | Dominic Klemme (GER)      |     |
| 217 | Matteo Pelucchi (ITA)     |     |
| 218 | Aleksejs Saramotins (LAT) |     |

| MTN-Qhubeka MTN | MTN-Qhubeka MTN           | MTN-Qhubeka MTN |
| --------------- | ------------------------- | --------------- |
| Num             | Coureur                   | Pos             |
| 221             | Gerald Ciolek (GER)       |                 |
| 222             | Ignatas Konovalovas (LTU) |                 |
| 223             | Bradley Potgieter (RSA)   |                 |
| 224             | Martin Reimer (GER)       |                 |
| 225             | Andreas Stauff (GER)      |                 |
| 226             | Jay Robert Thomson (RSA)  |                 |
| 227             | Johann Van Zyl (RSA)      |                 |
| 228             | Martin Wesemann (RSA)     |                 |

| Ventilair-Steria JVC | Ventilair-Steria JVC            | Ventilair-Steria JVC |
| -------------------- | ------------------------------- | -------------------- |
| Num                  | Coureur                         | Pos                  |
| 231                  | Joeri Calleeuw (BEL)            |                      |
| 232                  | Timothy Dupont (BEL)            |                      |
| 233                  | Jeroen Lepla (BEL)              |                      |
| 234                  | Dylan Teuns (BEL)               |                      |
| 235                  | Francesco Van Coppernolle (BEL) |                      |
| 236                  | Bert Van Lerberghe (BEL)        |                      |
| 237                  | Tim Vanspeybroeck (BEL)         |                      |
| 238                  | Frederik Vandewiele (BEL)       |                      |

| Wallonie-Bruxelles WBC | Wallonie-Bruxelles WBC  | Wallonie-Bruxelles WBC |
| ---------------------- | ----------------------- | ---------------------- |
| Num                    | Coureur                 | Pos                    |
| 241                    | Quentin Bertholet (BEL) |                        |
| 242                    | Olivier Chevalier (BEL) |                        |
| 243                    | Antoine Demoitié (BEL)  |                        |
| 244                    | Boris Dron (BEL)        |                        |
| 245                    | Jonathan Dufrasne (BEL) |                        |
| 246                    | Laurent Évrard (BEL)    |                        |
| 247                    | Fabio Polazzi (BEL)     |                        |
| 248                    | Julien Stassen (BEL)    |                        |